# Троє поросят
Троє поросят (англ. Three Little Pigs) — одна з найпопулярніших дитячих казок. Сюжет «Трьох поросят» перегукується з англійським фольклором; літературні версії «Трьох поросят» відомі з XIX століття і входять, зокрема, у книгу «Дитячі віршики та історії» (англ. Nursery Rhymes and Nursery Tales), видану в Лондоні в 1843 році Джеймсом Голівеллом-Філіпсом.

## Сюжет

### Російська версія
На відміну від своїх безтурботних молодших братів, старше порося (у версії Сергія Михалкова імена поросят — Ніф-Ніф, Нуф-Нуф і Наф-Наф) має завидну передбачливість. Не пошкодувавши сил, він будує собі справжній кам'яний будинок (у той час, як брати обмежилися солом'яною та дерев'яною хатиною). І коли «злий підступний Вовк», охочий до свіжої свинини, легко руйнує житла Ніф-Ніфа і Нуф-Нуфа, саме будинок Наф-Нафа стає надійною домівкою для всіх трьох поросят.
Повчальна частина народної розповіді — про те, що працьовитість і наполеглива, ґрунтовна праця окупаються, а лінощі та легковажна безтурботність створюють проблеми — було збережено, але спотворено. Поросята, що живуть у будинках із соломи та дерева, не з'їдаються, як в оригіналі, а рятуються в кам'яному будинку третього поросяти. І вовк тут не гине, а просто ошпарюється.

## Екранізації
- «Три поросятка» (США, 1933 рік)
- «Бім, Бам, Бом і вовк» — (лялькова телевистава, СРСР, 1974)
- «Трете порося» («Байки зі склепу») (сезон 7, випуск 13-й, 19 липня 1996 року)
- «Троє поросят» (тривимірний мультфільм, Росія, 2002)[2][3]
- «Розкажи мені казку» — (Переосмислена сучасна версія про «Трьох поросят», серіал, 2018 року)